# Pelota

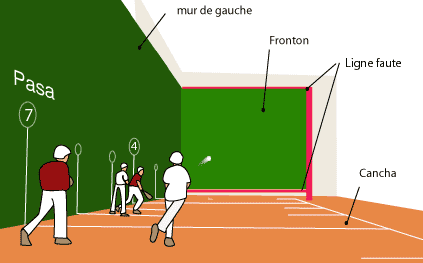
Hrací pole

Pelota baskická je druh tenisové hry na principu posílání míče sem a tam mezi družstvy nebo dvěma hráči. Hráči nebo družstva odpalují míček proti zdi s tím že se může země dotknout jenom jednou a poté se musí odehrát. Hráč získává bod, pokud jeho soupeř není schopen míček odehrát nebo jej odpálí mimo hru. Podle varianty hry se hraje na 25 až 50 bodů.

## Varianty hry

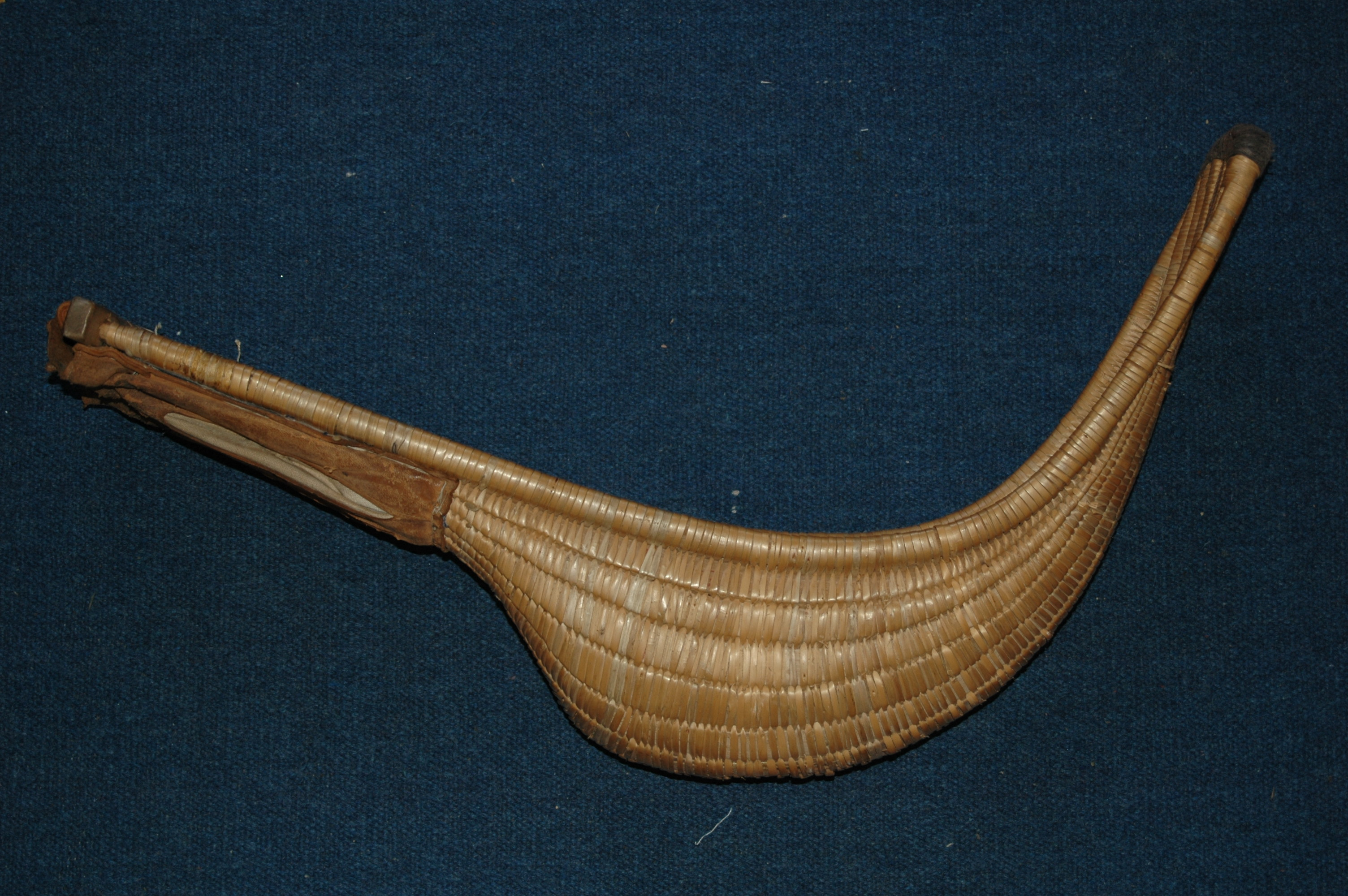
Cesta - raketa ve tvaru proutěného košíku

- Holýma rukama - hráči odehrávají míč holou dlaní nebo špičkami prstů
- Frotenis a pelota de goma - při této variantě se používá tenisová raketa se zpevněným výpletem.
- Kožená pelota - míček je odpalován pevnou dřevěnou raketou
- Xare - zde se používá raketa s dřevěným rámem a volným výpletem a míček se musí zachytávat bez přerušení pohybu
- Cesta punta (nebo také jai alai) - zde se ke hře používá prohnutý košík s názvem Cesta

## Jednotlivá Mistrovství světa
Mistrovství světa v baskické pelotě se hraje od roku 1952 v původně tříletém, dnes čtyřletém intervalu.
- 1952 - San Sebastian
- 1955 - Montevideo
- 1958 - Biarritz
- 1962 - Pamplona
- 1966 - Montevideo
- 1970 - San Sebastian
- 1974 - Montevideo
- 1978 - Biarritz
- 1982 - Mexico City
- 1986 - Vitoria
- 1990 - Cuba
- 1994 - Saint-Jean-de-Luz
- 1998 - Mexico City
- 2002 - Pamplona
- 2006 - Mexico City
- 2010 - Pau